# 第1歩兵師団 (ギリシャ軍)
第1歩兵師団（だい1ほへいしだん、英:1st Infantry Division、ギリシャ語:I Μεραρχία Πεζικού I Merarchia Pezikou, I ΜΠ for short）は、ギリシャ陸軍の師団である。1897年に設立され、マケドニアベレヤに司令部が置かれている。その部隊名にもかかわらず、従来の歩兵師団ではなくギリシャ陸軍の様々な特殊部隊で構成される部隊である。

## 組織
- 第1通信大隊
- 師団司令部中隊
- 第1奇襲空挺旅団
- 第32海兵旅団
- 第71空挺旅団